# Sonderkündigungsschutz
Sonderkündigungsschutz (auch: "Besonderer Kündigungsschutz") für das Arbeitsverhältnis führt zu unterschiedlich abgestuften Formen der Unkündbarkeit.

## Deutschland
In Deutschland gibt es ihn für eine Reihe von Personengruppen. Das sind in erster Linie:
1. Betriebsratsmitglieder § 15 KschG
2. Wahlvorstände und Wahlbewerber bei Betriebsratswahlen § 15 KschG
3. Personalratsmitglieder, Wahlvorstände und Wahlbewerber hierzu (jeweiliges Personalvertretungsgesetz)
4. Mitglieder von Jugend- und Auszubildendenvertretungen (nach Betriebsverfassungs- bzw. Personalvertretungsrecht)
5. Schwerbehindertenvertreter § 179 Neuntes Buch Sozialgesetzbuch (SGB IX)
6. Schwerbehinderte nur mit Zustimmung des Integrationsamtes, § 168 Neuntes Buch Sozialgesetzbuch (SGB IX)
7. betrieblicher Datenschutzbeauftragte(r)
8. Immissionsschutzbeauftragter
9. Schwangere und Mütter bis vier Monate nach der Entbindung, § 17 MuSchG
10. Personen in Elternzeit, § 18 BEEG;
11. Personen in Pflegezeit, § 5 Pflegezeitgesetz
12. Auszubildende nach der Probezeit § 22 BBiG
13. Personen während der Ableistung von Wehr- oder Zivildienst, § 2 ArbPlSchG / § 78 ZDG
14. Inhaber politischer Wahlämter

## Frankreich
In Frankreich gibt es ihn u. a. für:
1. Schwangere, insbesondere während des Mutterschaftsurlaubs.
2. Arbeitnehmer, deren Arbeitsverhältnis wegen der Verletzung durch einen Arbeitsunfall suspendiert ist.

## Siehe im Einzelnen
- Besonderer Kündigungsschutz für schwerbehinderte Menschen
- Besonderer Kündigungsschutz für Mütter